# چندزنی
- در اریتره، هند، نیجریه، آفریقای جنوبی، فیلیپین، سنگاپور و سریلانکا، چندزنی تنها برای مسلمانان مجاز است.
- در کشور موریتانی قانونی دربارهٔ چندزنی وجود ندارد؛ اما به صورت سنت میان مردان مسلمان رایج است.

چندزنی فقط برای مسلمانان مجاز است
چندزنی مجاز است
چندزنی فقط در برخی از مناطق مجاز است
چندزنی ممنوع است؛ ولی جرم به حساب نمی‌آید
چند زنی ممنوع است و جرم به حساب می‌آید
اطلاعاتی دردسترس نیست
- در اریتره، هند، نیجریه، آفریقای جنوبی، فیلیپین، سنگاپور و سریلانکا، چندزنی تنها برای مسلمانان مجاز است.
- در کشور موریتانی قانونی دربارهٔ چندزنی وجود ندارد؛ اما به صورت سنت میان مردان مسلمان رایج است.

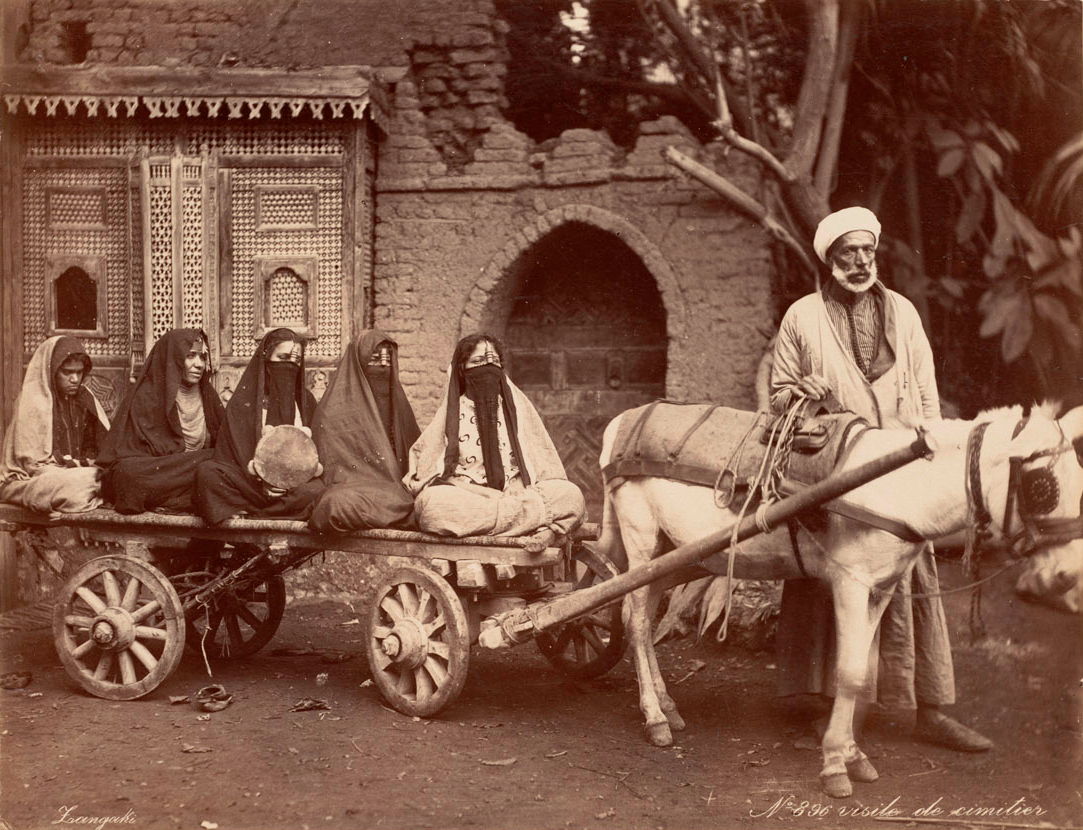
تصویر یک مرد عرب به همراه سه همسر (با روبنده) و دو کنیز (بدون روبنده).

چند زنی نوعی ازدواج چندهمسری است که به موجب آن یک مرد به صورت همزمان با بیش از یک زن ازدواج می‌کند. چندزنی در بسیاری کشورهای غرب آسیا و خاورمیانه از دیرباز رایج است. همچنین در دین اسلام منعی ندارد. از جمله شرایط عرفی چند همسری در اسلام این است که مرد توان رعایت عدالت بین چند زن را داشته باشد. اما این عمل از نظر روان‌شناسی مناسب نمی‌باشد. چندزنی مردان از اواخر قرن نوزدهم در جهان به ویژه اروپا و آسیای شرقی کاهش چشمگیری داشته‌است و به تدریج در بیشتر نواحی ممنوع اعلام شده‌است.

## درزیست‌شناسیتکاملی
چندهمسری در بسیاری از گونه‌های زیستی دیده می‌شود و دلایل تکاملی خاصی برای آن وجود دارد. چندزنی این مزیت فرگشتی را برای جنس مذکر دارد که شانس تولید مثل او را بیشتر می‌کند زیرا جنس نر در مقایسه با جنس ماده انرژی بسیار کمتری را برای تولید مثل مصرف می‌کند و می‌تواند در یک فصل تعداد زیادی ماده را بارور کند.
اما چندزنی اشکالاتی را نیز ایجاد می‌کند. جنس نر نمی‌تواند در بزرگ کردن فرزندان به‌طور یکسان و کافی مشارکت کند. در نتیجه چندزنی در جانورانی میسر است که جنس ماده بتواند به تنهایی از فرزندان سرپرستی کند. این وضعیت بیشتر در حیوانات علف‌خوار دیده می‌شود که غذای آنها فراوان‌تر است.
اما قاعده کلی در حیوانات گوشت‌خوار و حشره‌خوار تک‌همسری است، زیرا در این نوع جانوران رشد فرزندان بدون کمک نر بسیار دشوار است. این وضعیت باعث تفاوت‌های ظاهری مهمی نیز بین جانوران تک‌همسر و چندهمسر شده‌است.
در پرندگانی مثل طاووس، قرقاول و مرغ خانگی که تمایل زیادی برای چندزنی دارند، جنس نر با پروبال رنگارنگ مشخص می‌شود تا بتواند جنس ماده را به خود جلب کند یا در سم‌دارانی چون گوزن شاخ‌های بلند و پیچ‌درپیچ همین کارکرد را دارند. اما در جانورانی که اصولاً به یک زن اکتفا می‌کنند خبری از این تمهیدات زیستی برای جلب نظر جنس مخالف نیست.

## رواج و ممنوعیت
چندزنی (در دوران قدیم) در سرزمین‌هایی همچون عربستان، فلسطین، چین، ایران، هند، اندونزی، مالزی، یونان، آفریقا و آمریکا رواج داشته‌است. چندزنی همچنین در امپراتوری مغول و در خلافت اسلامی رایج بوده‌است.
چندزنی در ادیان یهودیت، اسلام، هندویی و آیین بودایی جایز شمرده شده‌است؛ در حالی که در مسیحیت و بهائیت ممنوع است.
اما طبق گفته اوجین هیلمان در کتاب «نگاهی دوباره به تعدد زوجات»، در هیچ جای عهد جدید دستور صریحی مبنی بر تک همسری و ممنوعیت تعدد زوجات وجود ندارد. افزون بر این، عیسی هم علیه تعدد زوجات سخنی نگفته‌است. هیلمان بر این موضوع تأکید می‌کند که کلیسای روم تعدد زوجات را ممنوع کرد تا خود را با فرهنگ رومیـ یونانی تطبیق دهد (فرهنگی که فقط یک همسر قانونی را تجویز می‌کرد) کلیساهای آفریقا و مسیحیان آفریقا به‌طور غالب به مسیحیان اروپایی یادآور می‌شوند که ممنوعیت کلیسا در باب تعدد زوجات، سنتی فرهنگی بوده و جزو احکام اصیل مسیحیت نیست.

همچنین قرآن اجازه تعدد زوجات را می‌دهد ولی محدودیت‌هایی هم دارد: 
«اگر بیم آن دارید که نتوانید با عدالت با یتیمان رفتار کنید، با زنانی که برمی‌گزینید ازدواج کنید، دو یا سه یا چهار تا؛ اما اگر می‌ترسید که نتوانید با عدالت با آنها رفتار کنید پس فقط با یک نفر ازدواج کنید»

## هَوُو
هَوُو به زنی اشاره دارد که شوهرش با زن یا زنان دیگری نیز ازدواج کرده‌است. چنین اصطلاحی در وضعیت چندزنی به کار می‌رود. دو زن که در نکاح یک مرد هستند، یک دیگر را هووی یکدیگر می‌خوانند.
به بیانی دیگر زمانی که مرد بیش از یک زن اختیار کرده باشد، برای مثال ۲ زن داشته باشد آن ۲ زن را هَوُوی یکدیگر می‌دانند.

## دلایل
در بخشی از جوامع بشری، تعداد زنان بیش از مردان است. در ایالات متحده آمریکا، تعداد زنان حداقل ۸ میلیون نفر بیش از تعداد مردان است.
پس از جنگ جهانی دوّم، در آلمان تعداد زنان ۷٫۳۰۰٫۰۰۰ نفر بیش از مردان بود (که ۳/۳ میلیون نفر از آنان را زنان بیوه (شوهر آنان مرده‌است) تشکیل می‌دادند). در گروه سنی ۳۰–۲۰ سال، در برابر هر ۱۰۰ مرد ۱۶۷ زن وجود داشت. سربازان ارتش متفقین، از این وضعیت زنان استفاده می‌کردند. بسیاری از دختران جوان و زنان بیوه با نیروهای اشغالگر روابط جنسی برقرار می‌کردند. بسیاری از سربازان آمریکایی و انگلیسی در برابر لذت‌جویی‌های خویش، سیگار، شکلات و نان می‌پرداختند.
وران دیوید گیتاری از کلیسای آنجلیکا پس از مطالعه تعدد زوجات در آفریقا، در ارتباط با زنان و کودکان رها شده نتیجه می‌گیرد، چنانچه تعدد زوجات به صورت ایده‌آل صورت پذیرد، از طلاق و ازدواج مجدّد جلوگیری کرده و به دستورات مسیحیت نزدیک‌تر خواهد بود.
فیلیپ کیلبراید، مردم‌شناس آمریکایی، در کتاب خود «تعدد زوجات برای روزگار ما» تعدد زوجات را به عنوان راه‌حل برخی بیماری‌های جامعه آمریکا پیشنهاد می‌کند. وی می‌نویسد که تعدد زوجات می‌تواند در بسیاری از موارد به عنوان جانشین بالقوه طلاق عمل کند تا از اثرات مخرب طلاق بر فرزندان جلوگیری کند.
یلی گراهام، مبلّغ مسیحی، می‌گوید: «مسیحیت نمی‌تواند در خصوص تعدد زوجات به توافق برسد. اگر مسیحیت کنونی نمی‌تواند چنین کند به ضرر خودش است. اسلام تعدد زوجات را به عنوان راه‌حلی برای بیماری‌های اجتماعی مجاز شمرده‌است و درون چارچوب قانونی تعریف شده‌ای، درجه خاصی از آزادی عمل را برای بشر جایز دانسته‌است.»

## انتقادات
این ایده که چندزنی به کاهش فقر در بین بیوه‌ها و یتیمان کمک می‌کند، در برخی تحقیقات مورد مناقشه واقع شده‌است و حتی دلایلی بر علیه آنچه گفته شد مطرح شده‌است. یک تحقیق پزشکی که در آفریقا انجام شد و در ژورنال پزشکی کرواسی منتشر شده‌است، نشان می‌دهد که در دنیای مدرن، احتمال فقر در صورت قانونی بودن چندزنی افزایش می‌یابد؛ چرا که مردان چندهمسر نمی‌توانند از پس هزینه سنگین همسران و فرزندانشان برآیند. این پژوهش همچنین، نشان می‌دهد که در کشورهایی که چندزنی آزاد است تمایل به داشتن روابط جنسی متعدد، هم در بین مردانی که چند زن دارند و هم در میان مردان دیگر افزایش یافته که این رویداد یکی از مهم‌ترین عوامل همه‌گیری ایدز در آفریقا شمرده شده‌است.
پژوهش دیگری که در سال ۲۰۱۳ در ژورنال بین‌المللی روان‌شناسی و مشاوره منتشر شده، نشان داده‌است که «تفاوت قابل توجهی بین موفقیت تحصیلی دانش‌آموزان خانواده‌های تک‌همسر و چندهمسر وجود دارد» و «زندگی در خانواده‌های چندهمسر می‌تواند به ایجاد روان‌رنجوری (درگیری روانی) منجر شود و کودکانی خانواده‌های چندهمسر از مشکلات عاطفی‌ای همچون کمبود صمیمیت و محبت رنج می‌برند، حتی در مواردی که از پول و امکانات مادی برخوردار باشند نیز این مسائل مانع مهمی در مسیر موفقیت تحصیلی آن‌ها خواهد بود».